# آقدمار (صمصاد)
آقدمار (بالكردية: Mermere‏) (بالتركية: Akdamar)‏ هي قرية تتبع إداريّاً لمديرية صمصاد في محافظة أديامان التركية، بلغ عدد سكانها 76 نسمة في عام 2021.